# Het geslacht Bjørndal

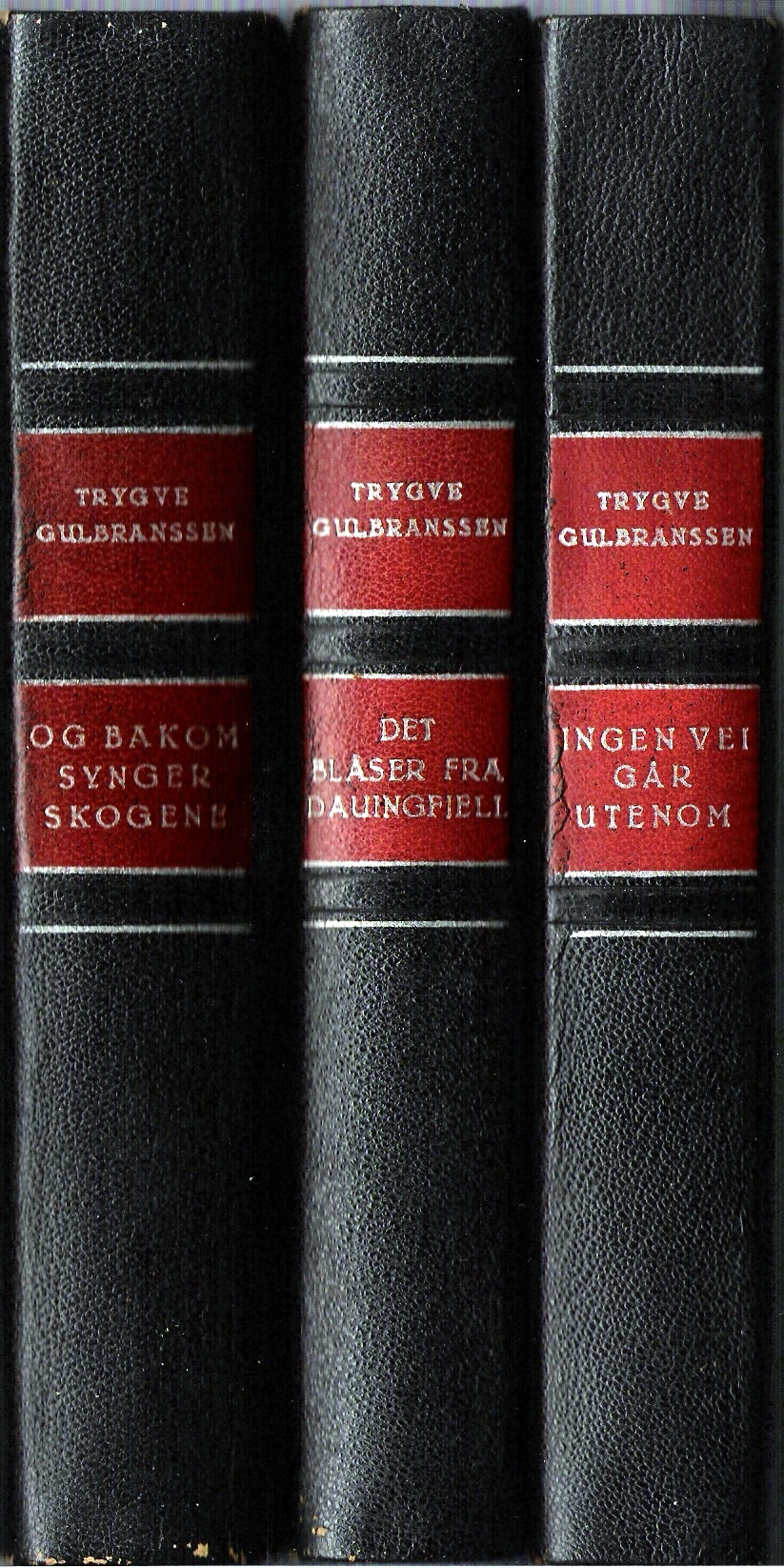
Noorse uitgave 1940

Het geslacht Bjørndal is een trilogie van de Noorse schrijver Trygve Gulbranssen. De trilogie bestaat uit de delen En eeuwig zingen de bossen (1933), Winden waaien om de rotsen (1934) en De weg tot elkander (1935).
In december 2024 bracht uitgeverij Karmijn een nieuwe vertaling uit het Noors op de markt van En Eeuwig zingen de bossen; de vertaling is van Lammie Post-Oostenbrink. Dit is de eerste nieuwe vertaling van het boek sinds het in 1936 in het Nederlands werd vertaald door dr. Annie Posthumus.
Dit verhaal gaat over een Noorse herenboer die met ijzeren hand heerst over zijn pachters en gebrouilleerd raakt met zijn rivaal, de overste Von Gall. Pas na de dood van zijn vrouw gaat hij een milder regime over de buurtschap voeren, maar hij komt niet dichter tot zijn zoon, waarmee hij moeilijk contact heeft en die hij niet voor vol aanziet. Deze heeft zijn eigen ideeën hoe je met pachters omgaat en voelt zich na zijn vaders dood vleugellam, maar na een huwelijkscrisis wordt dat opgelost. Na de dood van de jonge Dag besluit zijn weduwe in overleg met haar tante zijn laatste wil uit te voeren.